# كلوستريديوم حال للبيورين
كلوستريديوم بيورينيليتيكام أو كلوستريديوم حال للبيورين  هو نوع من البكتيريا من فصيلة كلوستريدياسيا.